# Bergbaubetrieb „Willi Agatz“
Der Bergbaubetrieb „Willi Agatz“ war ein Bergbaubetrieb zur Gewinnung von Uran und als selbständige Struktureinheit innerhalb der SDAG Wismut direkt der Hauptverwaltung unterstellt. Das Tätigkeitsgebiet des Betriebes umfasste die Steinkohlenlagerstätte des Döhlener Beckens.

## Geschichte
Im Juli 1960 bemühte sich die Leitung der Aufbereitung Fabrik 95 in Coschütz-Gittersee um Erzkohlen für Laborversuche. Im Juni 1961 wurde zwei Aufbereitungsversuche mit je 3 t Erzkohle gefahren. Die positiven Ergebnisse führten im November/Dezember 1961 zu einem Großversuch mit 1.138 t Erzkohle. Im Juli 1961 führte die SDAG Wismut im Revier radiometrische Messungen durch. Nach den positiven Aufbereitungsversuchen erwachte das Interesse der SDAG Wismut an der Lagerstätte neu. Im Juli 1962 ersuchte die SDAG Wismut das Steinkohlenwerk um Lieferungen von Erzkohle. Ab 1. April 1963 trat ein Vertrag zwischen dem Steinkohlenwerk Willi Agatz und der SDAG Wismut über die Lieferung von Erzkohle in Kraft. Vereinbart wurde die Lieferung von täglich 300 t Erzkohle. Der bis zum 31. Dezember 1963 befristete Vertrag wurde vom Werksleiter Gerhard Bratfisch und dem 1. Stellvertreter des Generaldirektors der SDAG Wismut, Werner Richter, unterzeichnet. Am 3. Januar 1964 wurde ein neuer Vertrag rückwirkend zum 1. Januar mit einer Gültigkeit bis zum 31. Dezember 1970 abgeschlossen. Im Jahresdurchschnitt wurden jetzt 350–500 t Erzkohle täglich geliefert. Neben der Lieferung der Erzkohle musste das Steinkohlenwerk einen Vorratsvorlauf von 12 Monaten schaffen. Neben den von der Wismut finanzierten Auffahrungen musste das Steinkohlenwerk auch selbst Auffahrungen zur Erschließung von Erzkohle tätigen. Die Wismut übernahm die Haftung bei durch den Erzkohleabbau auftretenden Bergschäden. Die Maßnahmen zum Strahlenschutz wurden von der dosimetrischen Abteilung der Wismut durchgeführt. Der Preis für die Tonne Erzkohle richtete sich nach dem Erzgehalt und lag zwischen 13,50 und 190 Deutsche Mark (DM) je Tonne. Zur Begleitung der Arbeiten gründete die SDAG Wismut am 1. April 1964 eine Geologische Abteilung im Steinkohlenwerk. Beschäftigt waren hier 1 Geologe, 1 Geophysiker, 5 Radiometristen und 1 Zeichnerin. Am 23. Dezember 1967 schloss der VEB Willi Agatz auf der Grundlage des Vertrages vom 3. Januar 1964 mit dem Aufbereitungsbetrieb 101 in Crossen einen Vertrag ab, in dem die Modalitäten der Lieferung der Erzkohle an die Aufbereitung geregelt wurden. Dieser Vertrag war unbefristet. Im Zeitraum 1965–1968 wurden 253 Tiefbohrungen zur Präzisierung der Ergebnisse der zwischen 1947 und 1953 niedergebrachten 397 Tiefbohrungen geteuft. Eine erste Berechnung der Erzvorräte durch das Steinkohlenwerk wies für die Lagerstätte per 1. Januar 1966 Uranvorräte von 3.095 t aus. Am 31. Dezember 1967 wurde die Gewinnung von Energiekohle nach Erschöpfung der Vorräte eingestellt und die Schachtanlagen der SDAG Wismut übergeben.
Ab dem 1. Januar 1968 begann der Abbau von Erzkohle im gesamten Grubenfeld. Da noch keine abschließenden Ergebnisse der Tiefbohrungen vorlagen, wurden in einer vorläufigen Vorratsberechnung am 15. Januar 1968 für die Lagerstätte ein Uranvorrat von 3.230 t ausgewiesen. Nach Abschluss der Bohrarbeiten wurden nach einer Neuberechnung zum 1. Januar 1969 ein Uranvorrat von 4.208,5 t ausgewiesen. Davon für die Baufelder Heidenschanze 811,5 t, Gittersee 1.323 t und Bannewitz 2.074 t. Die 274,3 t Uran im Baufeld Schweinsdorf gingen in die Vorratsberechnung nicht mit ein, da ein Abbau nicht geplant war. Zur Erschließung des Grubenfeldes Bannewitz Nord wurde der Querschlag 20 bis 1969 mit einer Länge von 1.800 m aufgefahren. In einer Entfernung von 125 m wurde nordöstlich des Querschlages 1969/70 der Blindschacht 1 aufgefahren. Auf der 1. Sohle des Blindschachtes bei −180,3 m NN wurde der 650 m lange Querschlag 804 nach Nordosten aufgefahren und an den 1970/71 geteuften Wetterschacht 402 angeschlossen. Ab 1974 pegelte sich die Jahresförderung bei 170 t Uran ein. Zur Vorrichtung des Nordwestbereiches des Grubenfeldes Gittersee wurde 1976 der Schacht 3 wieder ertüchtigt und 35 m westlich des Gustavschachtes der Blindschacht 2 von 1976–1978 aufgefahren. Auf seiner 1. Sohle bei +170 m NN wurde über den 580 m langen Querschlag 813 der Schacht 3 angefahren und hier ein Füllort aufgefahren. Diese neue 1. Sohle des Schachtes lag 22 m über der abgeworfenen alten 1. Sohle. Die Vorratsberechnung zum 1. Januar 1978 erbrachte bei einem Zuwachs von 300 t und einer Gewinnung von 1.342 t einen Vorrat von 3.166,5 t Uran.
1979 wurden nochmals 62 Tiefbohrungen zur Untersuchung der Schichten unter dem 5. Flöz bis in das Grundgestein niedergebracht. 1980 wurde mit einem Ausbringen von 172,3 t Uran der Höhepunkt der Uranförderung erreicht. Das ging allerdings mit einem beginnenden Absinken der Urangehalte einher. Zum 1. Januar 1983 ergab die Vorratsberechnung bei einer Gewinnung von 858 t und einem Zuwachs von 315,5 t einen Uranvorrat von 2.624 t. 1984 wurde mit der Förderung von 133,5 t Uran ein Tiefpunkt erreicht. Mit dem Einsatz von zwei sowjetischen Teilschnittmaschinen ab April 1983 erwuchs das Problem der Erzverdünnung durch taube Massen die teilweise 30 % erreichte. Mit diesen Maschinen war die bisher praktizierte selektive Erzgewinnung nicht möglich. Die gestiegenen Selbstkosten der Urangewinnung beliefen sich auf 609,30 Mark der DDR (M)/kg Uran. Der Durchschnitt aller Förderbetriebe der SDAG Wismut lag bei 435,40 M/kg Uran. Unter diesen Bedingungen würde der Grubenbetrieb im Jahr 2000 auslaufen.
Die sich weiter verschlechternden Abbaubedingungen führten zu ständig steigenden Kosten. Diese begannen ab 1984 den zwischen der DDR und der UdSSR vereinbarten Preis von 65,97 Rubel je kg Uran im Konzentrat zu übersteigen. Analog dazu fiel der Weltmarktpreis 1985 auf 38 Rubel/kg. Daraufhin drängte die UdSSR die DDR, den Uranbergbau einzuschränken und die Vorräte neu zu bewerten.
1985 wurden alle Ausrichtungsarbeiten eingestellt. Die Uranvorräte wurden neu bewertet und alle kostenintensiven Lagerstättenteile abgeschrieben. Zum 1. Januar 1987 wies die Vorratsberechnung eine Gewinnung von 591 t und eine Zuwachs von 308 t aus. Abgeschrieben wurden 1.477 t Uran. Der gewinnbare Vorrat belief sich damit auf 864 t. Unter diesen Bedingungen war das Auslaufen des Grubenbetriebes für 1992 vorgesehen. Mit der Änderung der Konditionsparameter am 5. Januar 1987 wurden weitere 319 t Uran abgeschrieben. Die Betriebseinstellung wurde damit laut Ministerratsbeschluss vom 27. April 1989 auf den 31. Dezember 1990 festgelegt. Wenig später wurde dieser Beschluss geändert und die Betriebseinstellung auf den 31. Dezember 1989 vorverlegt. Mit der Förderung von 416 t bis 1989 blieb bei der Betriebseinstellung ein Restvorrat von 129 t Uran. Im Baufeld Gittersee wurde der letzte Hunt am 23. Juni 1989 und im Baufeld Bannewitz am 1. Dezember 1989 gefördert. Der Bergbaubetrieb Willi Agatz wurde zum 1. Januar 1990 juristisch aufgelöst und als Betriebsteil dem Bergbaubetrieb Königstein der SDAG Wismut unterstellt.
Ursprünglich sollten die 1.144 Beschäftigten des Betriebes von dem in Dresden-Gittersee im Bau befindlichen Reinstsiliziumwerk übernommen werden. Mit der Wende kam hier am 3. November 1989 der Baustopp.
Die Erzkohle wurde mit der Deutschen Reichsbahn vom Bahnhof Gittersee der Windbergbahn über den Dresdner Hauptbahnhof in die Aufbereitungsbetriebe der SDAG Wismut in Crossen und Seelingstädt transportiert.

### Schächte

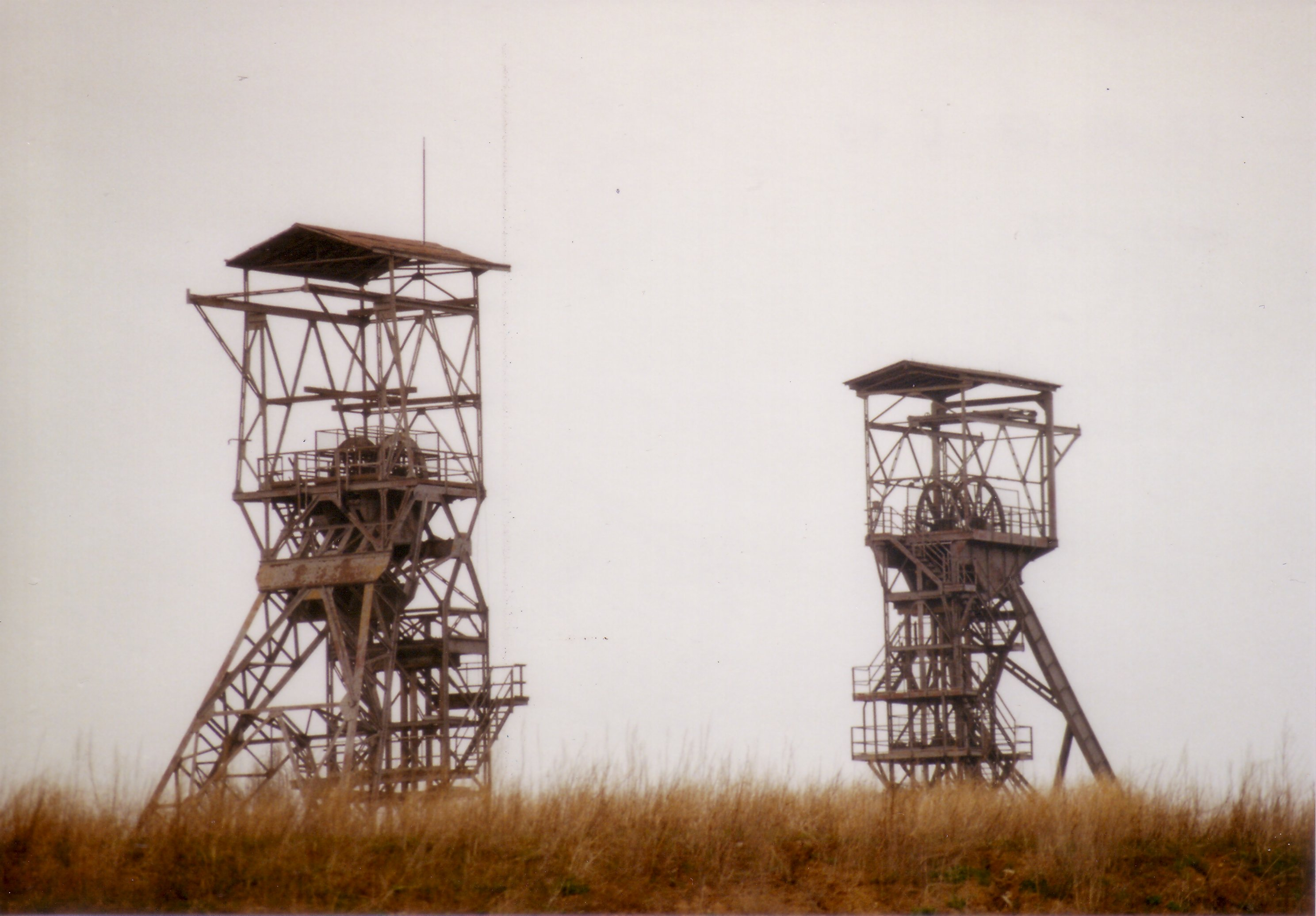
Die Fördergerüste der Schächte 2 (links) und 1 (rechts) Dresden-Gittersee

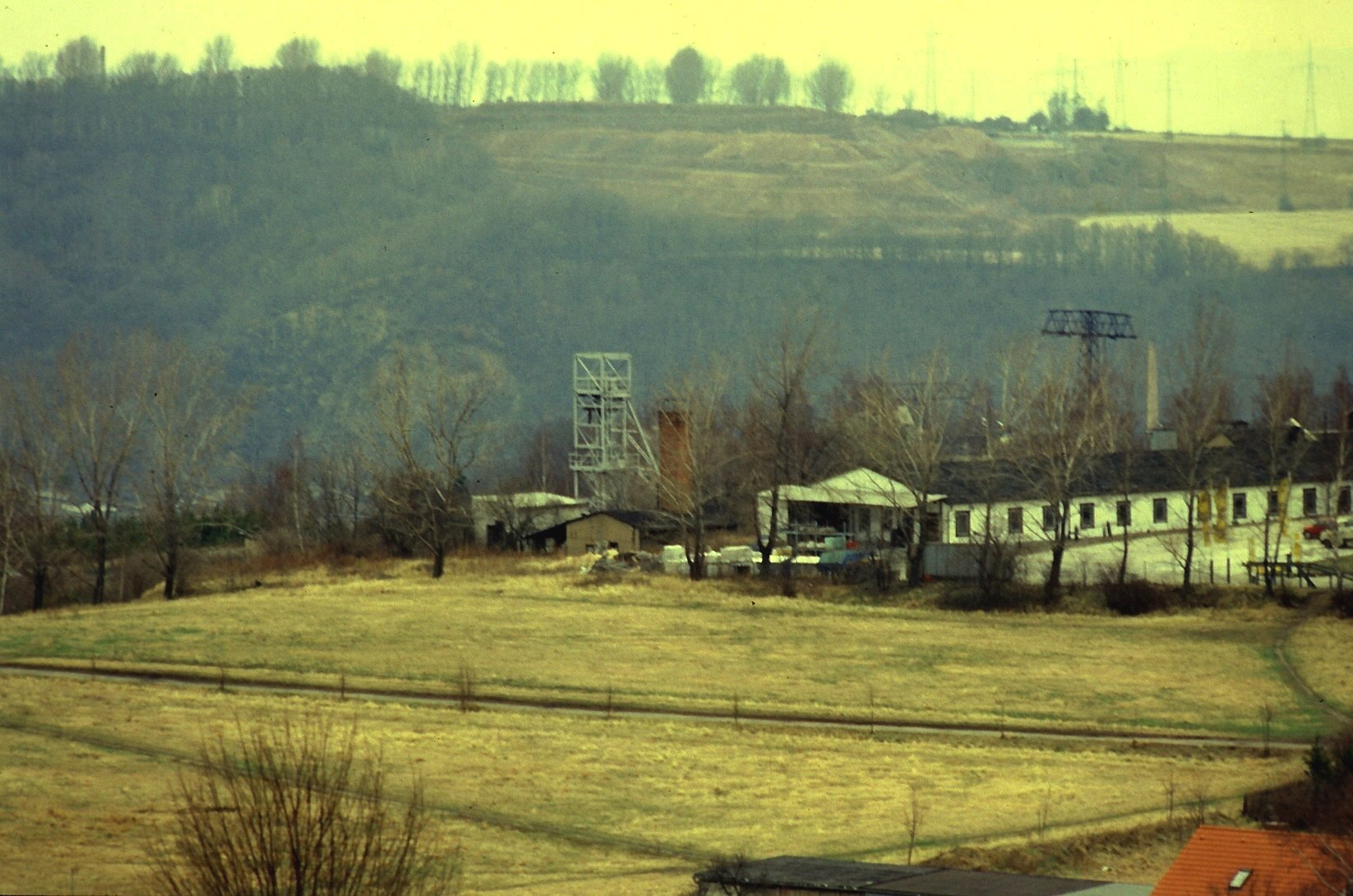
Schacht 3 in Freital-Burgk

| Revier           | Revierinterne Nummer | Rasensohle m NN | angeschlagene Sohlen | Gesamtteufe in m |
| ---------------- | -------------------- | --------------- | -------------------- | ---------------- |
| Revier Gittersee | Schacht 1            | +273,28         | 1., 2., 3.           | 575,90           |
| Revier Gittersee | Schacht 2            | +273,38         | 1., 2.               | 231,60           |
| Revier Gittersee | Schacht 3            | +250,74         | 1., 2.               | 165,72           |
| Revier Gittersee | Blindschacht 2       | +188,20         | 1., 2., 3.           | 137,00           |
| Revier Bannewitz | Marienschacht        | +307,80         | 3.                   | 550,50           |
| Revier Bannewitz | Blindschacht 1       | −150,20         | 1., 3.               | 107,40           |
| Revier Bannewitz | Schacht 402          | +253,05         | 1.                   | 433,85           |

## Geologie und Vererzung
Das Döhlener Becken ist eine parallel zur NW-SO verlaufenden Elbtalzone liegende Senke. Die Längserstreckung beträgt 25 km und die Breite 7 km. Die Beckenfüllung wird in vier Formationen unterteilt. Die älteste Formation ist die Unkersdorf-Formation. Für den Bergbau war die darauf folgende Döhlen-Formation entscheidend. Die im Sakmarium des Unterrotliegenden entstandene bis zu 120 m mächtige Döhlen-Formation erstreckt sich auf einer Länge von 15 km und einer Breite von 3,5 km.
Die Schichten des Beckens sind durch längs der Beckenrichtung streichende Verwerfungen teilweise erheblich herausgehoben oder abgesunken. Im „Roten Ochsen“, der Hauptverwerfung des Beckens, treten Sprunghöhen bis 360 m auf. Die Teufe in der die Flöze liegen schwankt deshalb sehr stark. Während die Flöze am Nordrand der Lagerstätte bei +160 bis +200 m NN ausstreichen erreichen sie am Meiselschacht −200 m NN, am Marienschacht −354 m NN.
Von den in der Döhlenformation eingeschalteten 7 Flözen war für den Steinkohlenbergbau nur das 1. Flöz interessant. Der zwischen 1947 und 1990 im Becken umgehende Bergbau auf Uran erfasste nur den rechts der Weißeritz liegenden Beckenteil. Links der Weißeritz war keine bauwürdige Vererzung nachweisbar. Abgebaut wurden vererzte Partien des 1., 3. 4. und 5. Flözes. In die im Artinskium des Unterrotliegenden vor 288 Millionen Jahren entstandene Niederhäslich-Formation ist ein als Schweinsdorfer Flöz bezeichnetes Brandschieferflöz eingeschaltet. Das sich von Niederhäslich über Hainsberg bis Zauckerode erstreckende Flöz war zwischen Schweinsdorf und dem Edelstahlwerk Freital auf einer Länge von 1,3 km und einer Breite von maximal 800 m mit Uran vererzt.
Die Kohlen sind aber nicht nur mit Uran vererzt. Neben 6.000–7.000 t Uran werden 15.000 t Zink, 10.000 t Blei, 7.000 t Vanadium und 7.000 t Arsen als geologische Vorräte ausgewiesen. Der Vererzungstyp wird als synsedimentär beschrieben. Die Uranvererzung ist nicht gleichmäßig ausgebildet. Die Erzgehalte wechseln sehr schnell auf kurze Distanzen. In den verschiedenen Flözen sind verschiedene Kohlelithotypen vererzt. Im Baufeld Gittersee lieferte die Grauharte Kohle 70 % des Uranerzes. Diese Kohle liegt mit einem Aschegehalt von 30 % im Bereich der Brandschiefer. Sie wurde nicht als Energiekohle abgebaut. Mit dem hohen Schwefelanteil von 10–20 % neigte sie sehr stark zur Selbstentzündung. Abgebaut wurde hier vor allem die noch vorhandene untere Bank des 1. Flözes. Die mittleren Urangehalte betrugen 0,30 %. Die gewinnbaren Mächtigkeiten lagen zwischen 0,80–1,00 m. Das 3. und 4. Flöz wurden zusammen abgebaut, da das Zwischenmittel nur zwischen 0,50–1,00 m mächtig ist. Beide Flöze bestanden aus 1,00–1,20 m Brandschiefer mit eingeschalteten dünnen Bogheadkohlelagen. Das 5. Flöz mit Mächtigkeiten von 1,40–2,50 m bestand zur Hälfte aus Grauharter und unreiner Kohle und zur anderen Hälfte aus Brandschiefern. Im Grubenfeld Bannewitz war die Gelkohle mit einem Anteil von 78 % und einem mittleren Urangehalt von 0,49 % die wichtigste Erzkohle. Gelkohle kann man mit der Glanzkohle vergleichen. Im Südteil des Feldes bestand das zwischen 1,00–2,00 m mächtige 5. Flöz zu 50 % aus Gelkohle und zu 50 % aus Brandschiefern. Lokal bestand es komplett aus Gelkohle. Das 3. Flöz bestand bei Mächtigkeiten bis 1,50 m zu 70 % aus Kohle und zu 30 % aus Brandschiefer. Im Grubenfeld Bannewitz Nord waren die Brandschiefer mit Urangehalten bis 0,77 % wichtigster Erzträger. Abgebaut wurden hier das 3. und 4. Flöz mit Bauhöhen von 1,10–2,10 m und das 5. Flöz mit Bauhöhen von 2,10–5,40 m. Das 1. Flöz war unbauwürdig. Im nordöstlichsten Teil des Feldes herrschten die schwierigsten tektonischen Bedingungen. In einer abgesunkenen Mulde erreichte das 5. Flöz Mächtigkeiten bis zu 6 m. Richtung Nordosten lagen die Flöze dann auf der steil aufragenden Südostflanke des unterlagernden Monzonits auf und hatten ein Einfallen von teilweise 70°.

## Technische Ausstattung und Haldenwirtschaft

### Schächte und Fördermaschinen

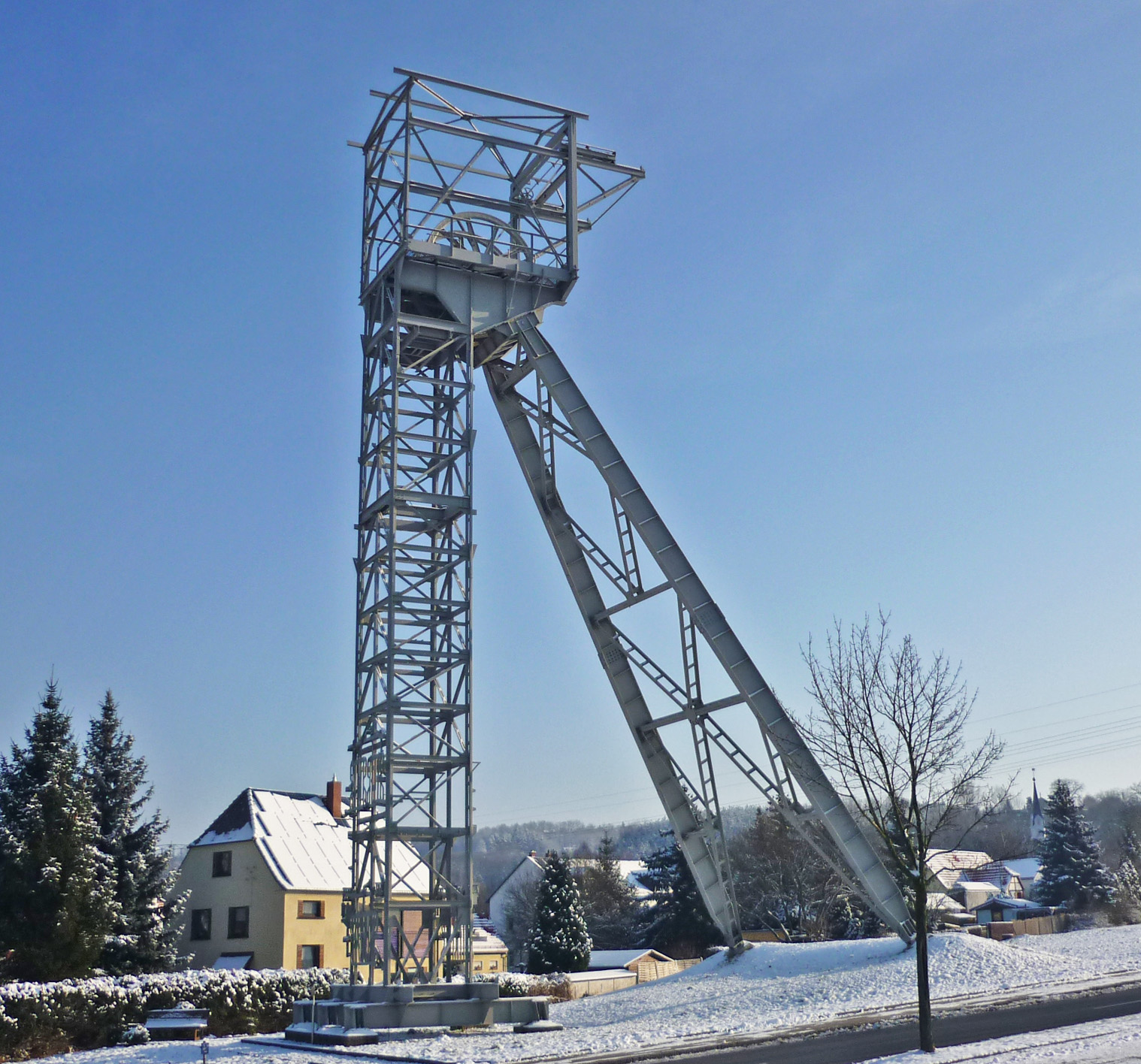
Fördergerüst des Schachtes 1 Gittersee am neuen Standort Burgker Straße

Der Schacht 1 in Gittersee hatte ein Vollwandgerüst, gebaut von dem VEB Stahlbau Plauen und förderte mit einer Trommelfördermaschine des VEB Nobas Nordhausen mit einem Trommeldurchmesser von 4.150 mm. Die Nennleistung der Maschine betrug 400 kW. Gefördert wurde mit vieretagigen Fördergestellen mit je einem Hunt auf der Etage. 1965 erhielt die Maschine eine neue Welle und neue Seiltrommeln von dem Betrieb für Bergbau und Aufbereitungsanlagen Cainsdorf (BAC) der SDAG Wismut. Heute steht das Fördergerüst in Freital-Burgk an der Burgker Straße. Die Fördermaschine wurde verschrottet.

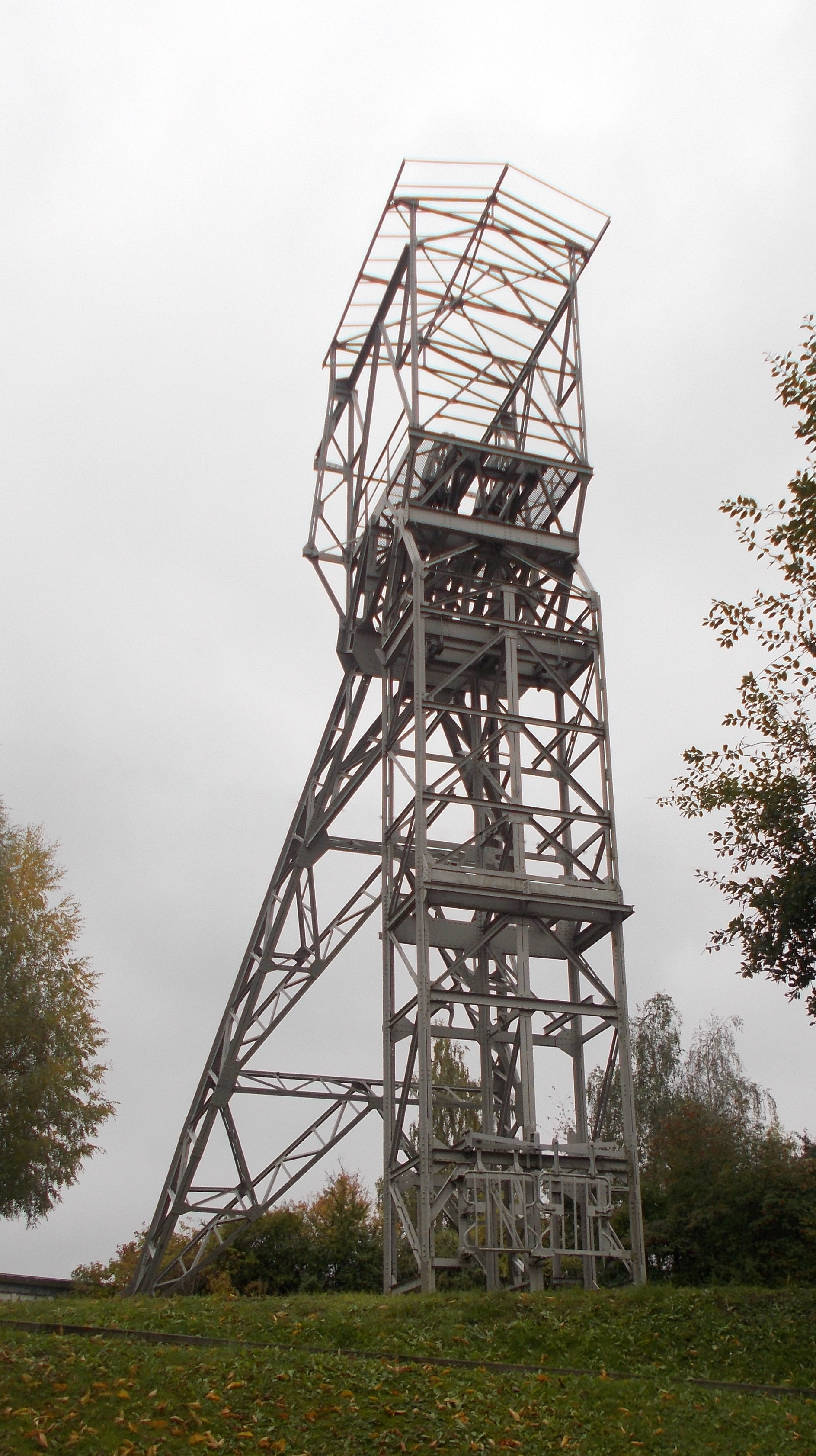
Fördergerüst des Schachtes 2 Gittersee am neuen Standort Oppelschacht

Der Schacht 2 in Gittersee hatte ein Strebgerüst gebaut vom VEB Stahl- und Brückenbau Ruhland und förderte mit einer Trommelfördermaschine des VEB Nobas Nordhausen mit einer Trommeldurchmesser von 3.000 mm. Die Nennleistung der Maschine betrug 220 kW. Gefördert wurde mit doppeletagigen Fördergestellen mit je einem Hunt auf der Etage. 1973 erhielt die Maschine einen neuen elektrischen Teil von dem Bau- und Montagebetrieb 17 (BMB 17). Am 30. November 1993 kam es im Teufenbereich von 155 m bis 185 zu einem Schachtbruch. Der Schacht musste aufgegeben werden. Das Fördergerüst steht heute in Freital-Zauckerode am Schachtpunkt des Oppelschachtes 3. Die Fördermaschine steht heute im Bergbaumuseum Oelsnitz.
Der Schacht 3 in Freital-Burgk hatte ein Strebgerüst und förderte mit einer Trommelfördermaschine FW 13 mit einem Trommeldurchmesser von 1.340 mm. Die Nennleistung der Maschine betrug 55 kW. Hergestellt von der SDAG Wismut. Gefördert wurde mit einetagigen Fördergestellen mit einem Hunt auf der Etage. Der Schacht war mit einer Spülversatzanlage ausgerüstet. Das Fördergerüst des Schachtes steht heute im Bergbaumuseum Oelsnitz. Die Fördermaschine wurde verschrottet.
Der ab 1886 geteufte Marienschacht hat den letzten in Deutschland errichteten Malakow-Turm als Schachtgebäude. Nach der Stilllegung des Schachtes im Jahr 1930 wurden alle Anlagen ausgebaut. Mit der 1957 begonnenen Aufwältigung wurde der Schacht mit der Fördermaschine des Schachtes 1 Gittersee ausgerüstet. Es ist eine Trommelfördermaschine des VEB Nobas Nordhausen mit einer Trommeldurchmesser von 3.000 mm. Die Nennleistung der Maschine beträgt 170 kW. Gefördert wurde mit einetagigen Fördergestellen mit einem Hunt auf der Etage. Im Nordtrum des Schachtes war die Containerförderung eingerichtet. Die Fördermaschine ist im Originalzustand erhalten.
Der Schacht 402 in Bannewitz hatte ein Bockgerüst von dem Betrieb für Bergbau und Aufbereitungsanlagen Cainsdorf (BAC). Die Trommelfördermaschine wurde von der Maschinenfabrik Münzner aus Obergruna geliefert. Die Nennleistung der Maschine betrug 30 kW. Die Förderung beschränkte sich auf eine Notfahrung mit einem Befahrungskorb. Der Korb wurde bei planmäßigen Befahrungen von 2 Personen genutzt. Bei einer Notfahrung war Platz für 6 Personen. Der Schacht war mit einer Spülversatzanlage ausgerüstet. Das Fördergerüst wurde verschrottet. Die Maschine befindet sich in der Ausstellung im Schloss Burgk – Haus der Heimat Freital.
Die Fördermaschine des Blindschachtes 1 war eine Trommelfördermaschine. Die technischen Daten und der Hersteller sind nicht bekannt. Gefördert wurde mit doppeletagigen Fördergestellen mit je einem Hunt auf der Etage. Die Nennleistung der Maschine betrug 200 kW.
Die Fördermaschine des Blindschachtes 2 war eine Trommelfördermaschine. Die technischen Daten und der Hersteller sind nicht bekannt. Gefördert wurde mit doppeletagigen Fördergestellen mit je einem Hunt auf der Etage. Die Nennleistung der Maschine betrug 180 kW.

### Horizontale Fördermittel

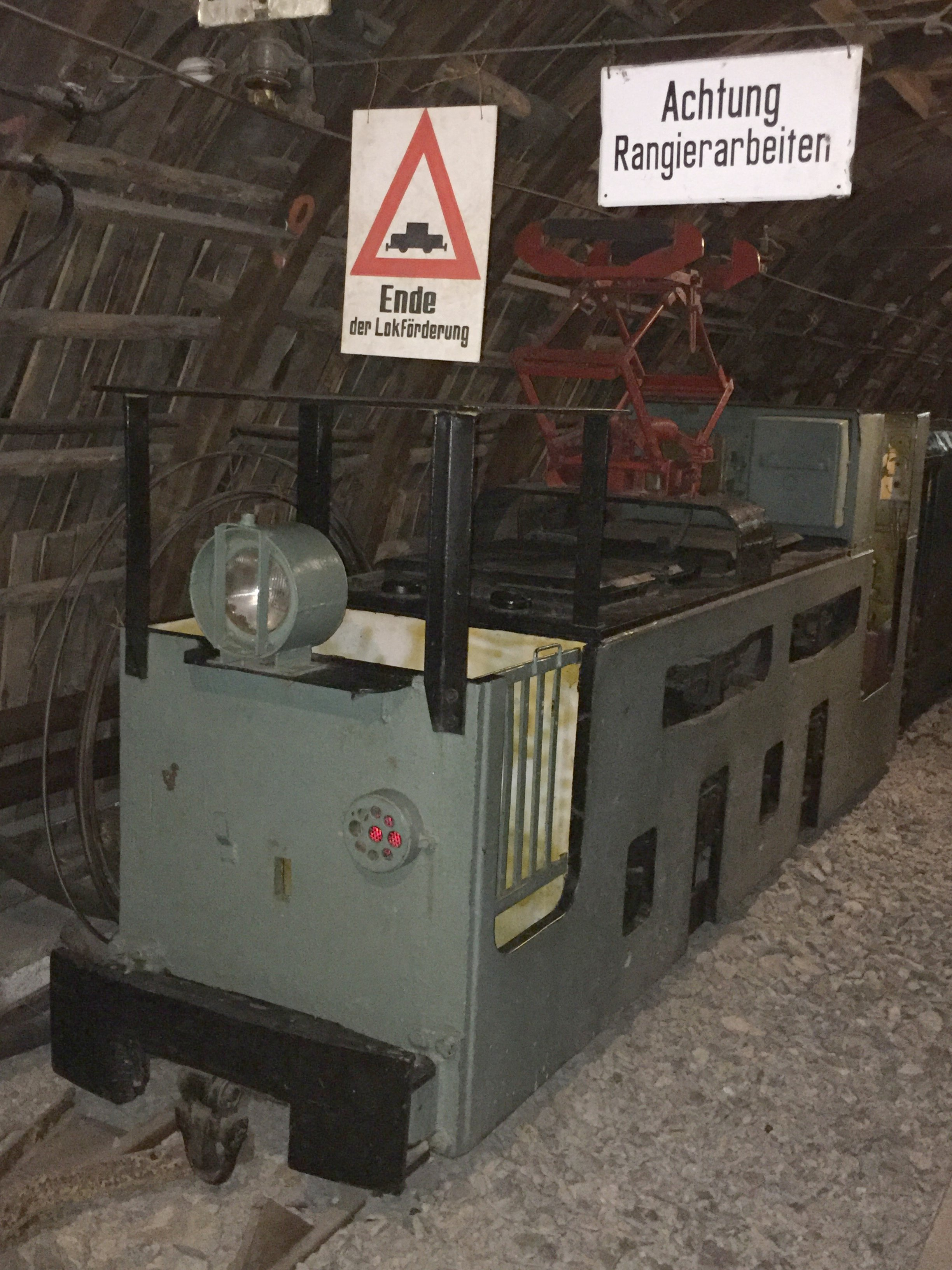
EL 6 des Steinkohlenwerkes Martin Hoop in Zwickau im Schloss Burgk – Haus der Heimat Freital

Die SDAG Wismut übernahm vom VEB Steinkohlenwerk Willi Agatz 3 Fahrdrahtloks von Siemens & Schuckert, 6 Akkuloks Metallist, 3 Akkuloks EGS Karlik und 4 Akkuloks EL 9. Die Spurweite betrug im gesamten Grubenfeld 600 mm. 1969 wurden die schon vom Steinkohlenwerk bestellten Fahrdrahtloks EL 6 mit den Nummern 12165, 12166 und 12167 geliefert. Neben dem Endführerstand verfügten die Loks am anderen Ende über einen Mitfahrerplatz. Die 3 Siemensloks wurden daraufhin verschrottet. 1971 wurden 2 EL 9 mit den Nummern 13223 und 13224, sowie im Januar 1978 eine EL 9 mit der Nummer 16167 beschafft. Mit dem Kauf neuer Loks wurden schrittweise die Akkuloks Metallist und EGS Karlik bis 1980 verschrottet. 1980 wurden weitere 5 Akkuloks EL 9 mit den Seriennummern 17140–17144 beschafft. Die 3 EL 6 wurden auf dem 2,5 km langen Streckenabschnitt auf den Querschlägen 12 und 20 auf der 3. Sohle zwischen dem Schacht 1 und dem Personenbahnhof Bannewitz eingesetzt. Die EL 9 wurden auf fast allen Sohlen eingesetzt. Die Streckenlänge betrug insgesamt 5,6 km. Im Betriebsgelände war von 1979 bis 1981 eine Metallist aus dem Freiberger Revier im Einsatz. 1981 wurde sie durch eine EL 9 ersetzt. Deren Herkunft ist unbekannt. Die vom VEB Förderwagenbau Vetschau stammenden Hunte mit einem Fassungsvermögen von 0,6 m³ wurden ab 1968 durch Hunte des Betriebes für Bergbau und Aufbereitungsanlagen Cainsdorf (BAC), mit einem Fassungsvermögen von 0,63 m³ schrittweise ersetzt. Dieser lieferte auch Ketscher und Materialcontainer. Die Materialcontainer mit einer Länge von 6,20 m dienten zum Transport von Grubenholz und stählernen Ausbauteilen. Zum Mannschaftstransport standen 2 Züge mit je 10 Wagen zur Verfügung. Die vom BAC gebauten Wagen boten Platz für 8 Personen. Nach der Einstellung des Grubenbetriebes wurde ein Teil der Loks an verschiedene Ausstellungen und Vereine abgegeben. Das Lehr- und Besucherbergwerk „Reiche Zeche“ in Freiberg erhielt eine EL 6 und zwei EL 9. Das Bergbaumuseum Oelsnitz erhielt eine EL 6 und eine EL 9. Der Verein Historische Feldbahn Dresden e. V. erhielt eine EL 6 und eine EL 9 (Nr. 17143). Das Haus der Heimat Freital im Schloss Burgk erhielt zwei EL 9. Die dort ausgestellte EL 6 aus dem Baujahr 1959 mit der Baunummer 8022 stammt vom Steinkohlenwerk Martin Hoop in Zwickau. Die restlichen 6 Loks wurden verschrottet.

### Wetterwirtschaft

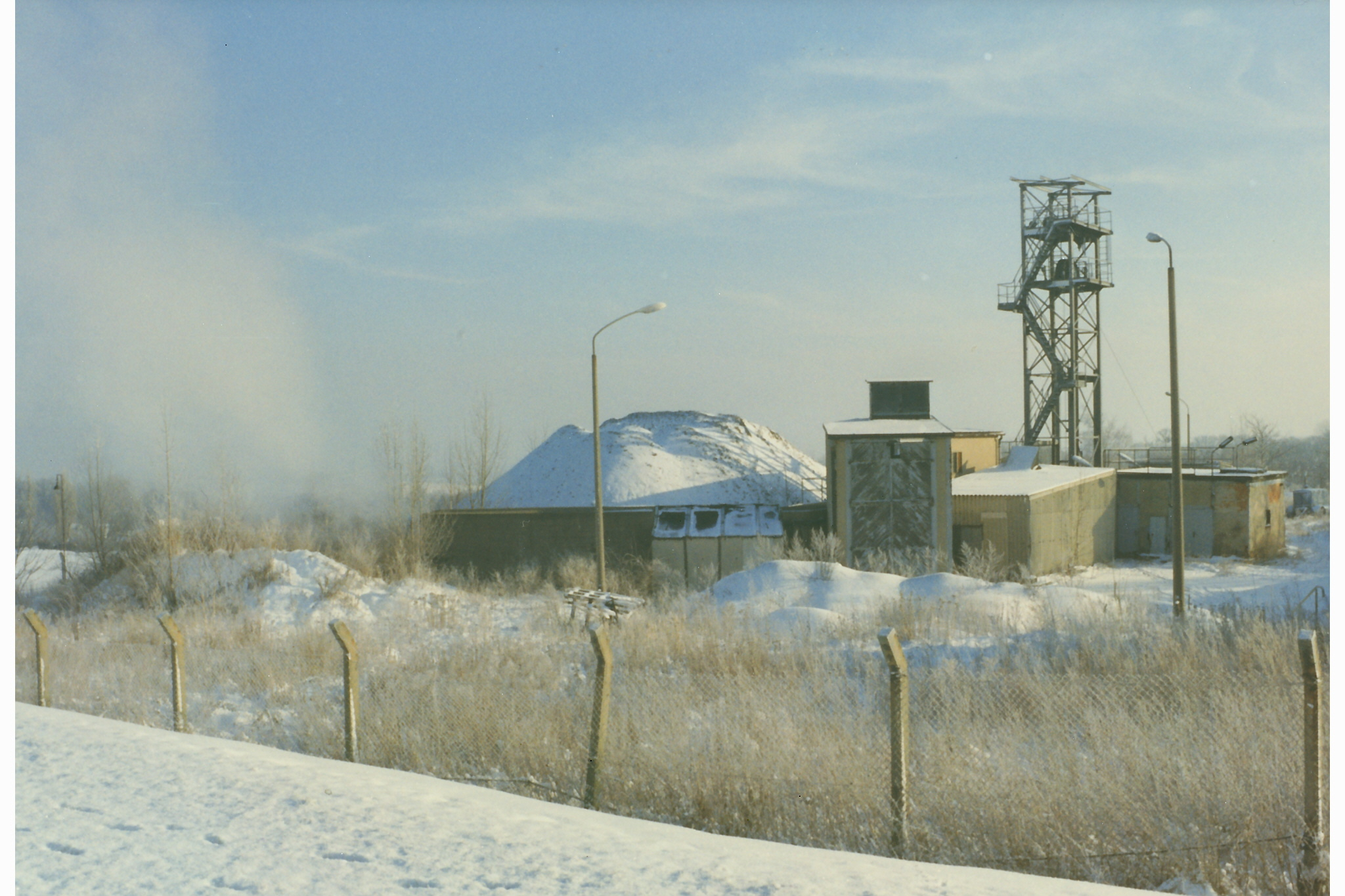
Wetterschacht 402 an der F 170 in Bannewitz

Das Grubenfeld wurde grenzläufig saugend mit zwei Wetterkreisläufen bewettert. Für das Revier Gittersee war der Schacht 2 einziehender Schacht mit einer Wettermenge von 2.100 m³/min und der Schacht 3 ausziehender Schacht mit 2.200 m³/min. Die Verbindung zwischen beiden Schächten bestand über die 2. Sohle des Schachtes 2 über den Blindschacht 2 und über die 1. Sohle des Blindschachtes 2 zum Schacht 3. Auf der 1. Sohle des Schachtes 2 bestand eine direkte Verbindung zum Schacht 3. Im zweiten Wetterkreislauf war der Schacht 1 einziehender Schacht mit einer Wettermenge von 1.800 m³/min und der Marienschacht ausziehender Schacht mit einer Wettermenge von 2.200 m³/min. Die Verbindung bestand über den Querschlag 12 auf der 3. Sohle. Mit der Inbetriebnahme des Schachtes 402 als ausziehenden Wetterschacht wurde der Marienschacht zum einziehenden Schacht mit einer Wettermenge von 2.200 m³/min. Die Wettermenge am Schacht 402 betrug 4.400 m³/min. Der Wetterweg führte zum einen auf der 3. Sohle vom Schacht 1 und Marienschacht zum Blindschacht 1 und über die 1. Sohle des Blindschachtes zum Schacht 402. Ein zweiter Wetterweg führte von der 3. Sohle über den Gesteinsberg 901 direkt zum Schacht 402. Die technischen Daten der Grubenlüfter sind nicht bekannt.

### Wasserwirtschaft
Im Grubenfeld existierten 4 Hauptwasserhaltungen mit einer durchschnittlichen Gesamtförderung von 114 m³/h. Die 1. Hauptwasserhaltung befand sich auf der 3. Sohle des Schachtes 1. Das Wasser wurde im Sumpf bei −272,6 m NN gesammelt. Der Wasserzulauf betrug im Durchschnitt 42 m³/h. Davon stammten aus den Grubenfeldern Glück-Auf-Schacht 30,5 m³/h und aus dem Revier Meiselschacht 9 m³/h. Die 2. Hauptwasserhaltung befand sich auf der 2. Sohle des Schachtes 1. Das Wasser wurde in einer Sumpfstrecke auf der 2. Sohle am Schacht bei +43,83 m NN gesammelt. Der Wasserzulauf betrug im Durchschnitt 48 m³/h. Davon stammten aus den Grubenfeldern Meiselschacht 20 m³/h, Heidenschanze 22 m³/h und Fortunaschacht 6 m³/h. Die gehobenen Wässer wurden über einen Vorfluter in den Kaitzbach geleitet.
Die 3. Hauptwasserhaltung befand sich auf der 2. Sohle des Schachtes 3. Das Wasser wurde in einer Sumpfstrecke auf der 2. Sohle am Schacht bei +41,8 m NN gesammelt. Der Wasserzulauf betrug im Durchschnitt 14 m³/h. Davon stammten von der 1. Sohle 8,4 m³/h und aus dem Alten Mann des Potschappler Steinkohlenvereins 4,4 m³/h. Das Wasser wurde über einen Vorfluter in den Burgker Dorfbach geleitet.
Die 4. Hauptwasserleitung befand sich auf der 3. Sohle des Marienschachtes. Das Wasser wurde im Sumpf bei −257,5 m NN gesammelt. Eine weitere Wasserhaltung befand sich Grubentiefsten bei −354,0 m NN. Der gesamte Wasserzulauf betrug im Durchschnitt 10 m³/h. Das Wasser wurde auf eine Pumpenstrecke bei +92,7 m NN gehoben und von hier nach über Tage gepumpt. Das Wasser wurde über eine Vorflut in den Boderitzbach geleitet. Das in der Pumpenstrecke befindliche Wasserreservoir diente zur Bereitstellung von Betriebs- und Löschwasser.
Im Schacht 402 wurden die im Sumpf bei −180,80 m NN gesammelten Wässer ebenfalls erst auf eine Pumpenstrecke bei +49,70 m NN gehoben und von hier nach über Tage gepumpt. Die anfallende Wassermenge betrug 1,5 m³/h.

### Explosions- und Brandschutz

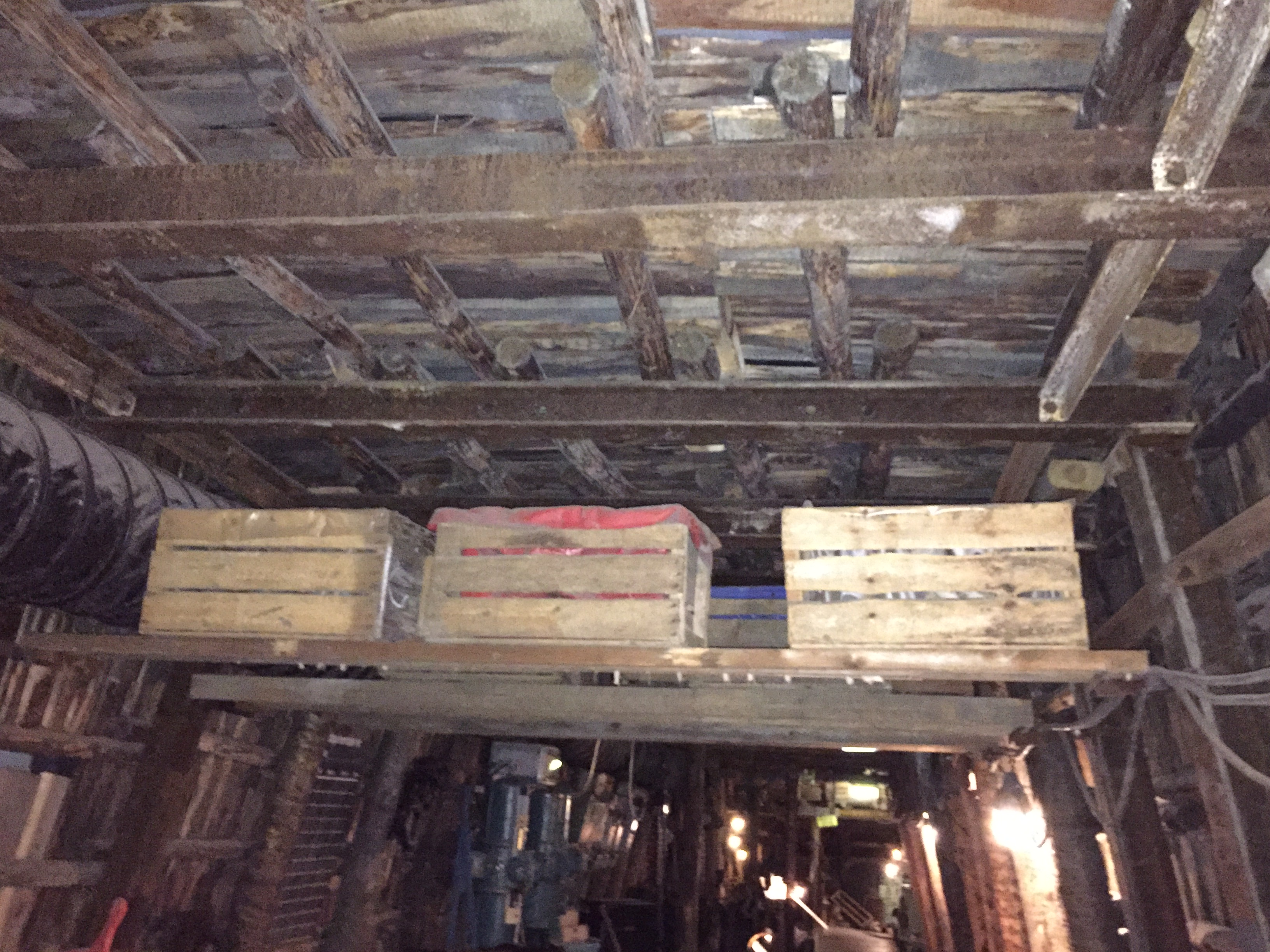
Wassertrogsperre im Schloss Burgk – Haus der Heimat Freital

Im Revier rechts der Weißeritz wies die Kohle aufgrund der Urangehalte einen höheren Inkohlungsgrad auf. Während links der Weißeritz die Kohle als Gasflammkohle vorliegt, besteht die Kohle rechts der Weißeritz oft aus Fettkohle bis hin zum Anthrazit. Die ab der Stufe der Fettkohle hohe Methanexhalation hatte in der Vergangenheit immer wieder zu Schlagwetterexplosionen geführt, die in der Schlagwetterkatastrophe vom 2. August 1869 gipfelte. In dem bis heute schwersten Grubenunglück in Sachsen starben 276 Bergleute. Zur Verhinderung solcher Unglücke ist eine ausreichende Bewetterung der Grube notwendig. Abseits der Wetterströme gibt es aber immer Grubenbereiche, in denen sich Methan ansammeln kann. Hier wurden noch bis 1970 Wettermänner eingesetzt die mit Sicherheitslampen die entsprechenden Grubenabschnitte in jeder Schicht kontrollieren mussten. 1966 wurde zur effektiveren Überwachung der Grubenwetter Infrarot-Absorptionsmessgeräte von der Hamburger Maihak AG 

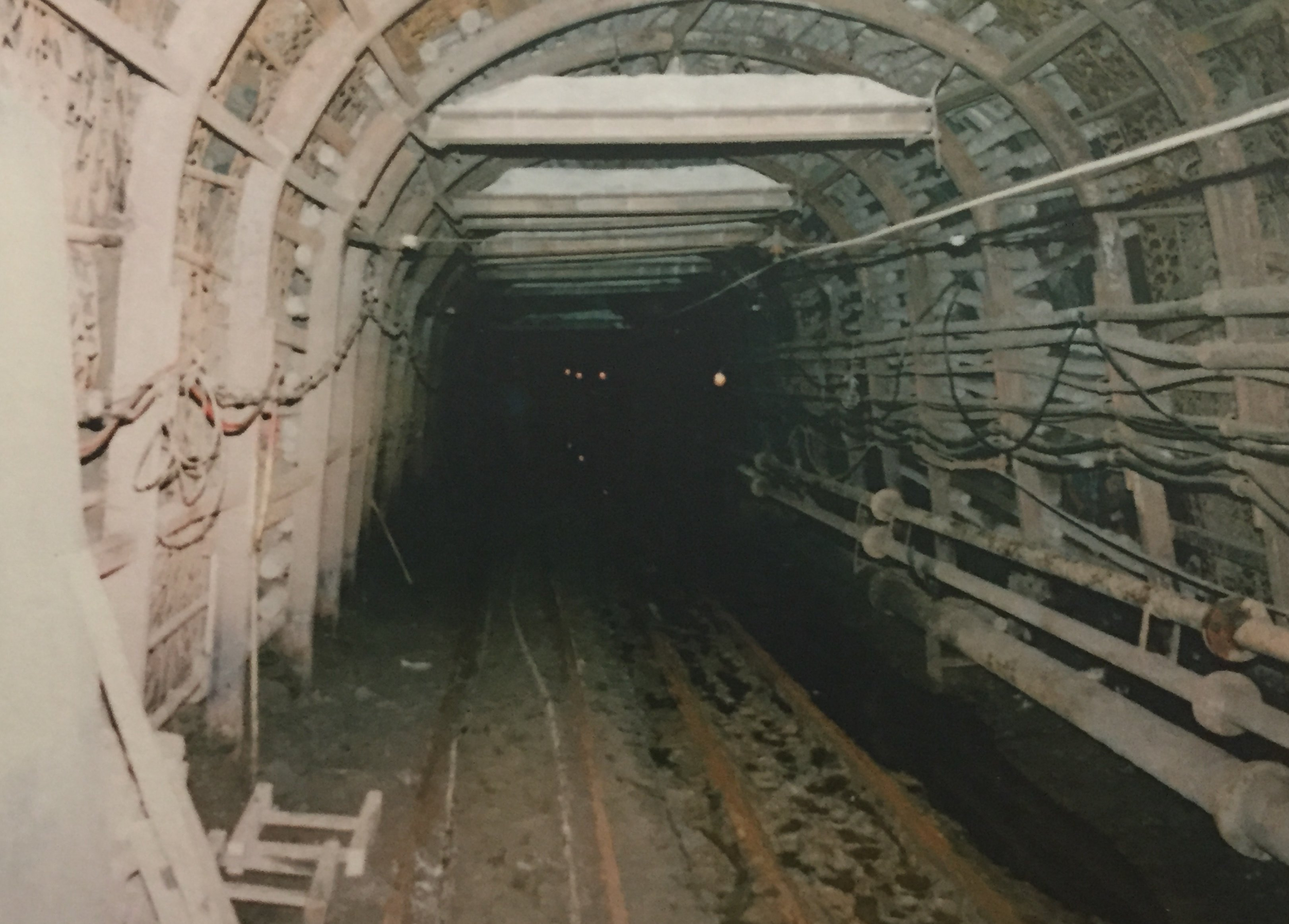
Gesteinsstaubsperre

 bezogen. Diese Geräte analysierten die Gehalte an CO, CO2 und CH4 im Abwetterstrom. Über einen Telefonleitung waren die Daten in der Zentrale permanent abrufbar. Ab 1968 kamen zusätzlich Infralyt-Messgeräte des VEB Junkalor Dessau zum Einsatz. Damit war ab 1970 eine Überwachung des gesamten Grubengebäudes möglich. Die Gasmessgeräte ermöglichten auch das Beherrschen des Problems der immer wieder auftretenden Grubenbrände. Die pyritische Grauharte Kohle neigte stark zur Selbstentzündung. Vor der Selbstentzündung entwickelten sich innerhalb weniger Stunden „Schwitzstellen“ die bei Nichtentdeckung zum Grubenbrand führten. Zur rechtzeitigen Warnung der Bergleute vor den Gasen eines sich entwickelnden Grubenbrandes konnte von der Zentrale aus Mercaptan, eine stark nach Knoblauch riechende Substanz, in den Frischwetterstrom gegeben werden. In der Folge bestand für jeden in der Grube befindlichen Beschäftigten die Pflicht sich mit dem Selbstretter als Atemschutz sofort entgegen dem Frischwetterstrom zum Schacht zu begeben und auszufahren.
Im August 1972 kam es im Feld des Reiboldschachtes beim Abbau der Unterbank des 1. Flözes zu zwei Großbränden. Bedingt durch den über dem Abbau befindlichen Alten Mann gab es sehr viel nicht kontrollierbare offene Grubenbaue. Die ausgebrochenen Brände führten fast zu der Abwerfung des gesamten Grubenfeldes. Unter Einsatz mehrerer Grubenwehren konnten die Brände eingedämmt werden. Die betroffenen Abschnitte wurden abgedämmt und hermetisiert.
In der Folge von Schlagwetterexplosionen wie auch durch andere Ursachen wie Funkenschlag kann es zu einer Kohlenstaubexplosion kommen. Um Kohlenstaubexplosionen zu verhindern wurden in die Firste der Strecken Gesteinstaubsperren und Wassertrogsperren eingebaut. Es sind selbständige Schutzsysteme die in der Folge einer Explosion ausgelöst werden und das brennbare Medium verdünnen (Gesteinsstaub) oder unter die Entzündungstemperatur herunterkühlen (Wasser). Damit kann die Ausbreitung von Schlagwetter- und Kohlenstaubexplosionen verhindert werden.

### Haldenwirtschaft
Die Halde der Schächte 1 und 2 in Gittersee mit einer Fläche von 12,74 ha und einem Inhalt von 1.150.000 m³ wurde als Flachhalde in Richtung des Kaitzbachtales gekippt. In einem Bericht vom 19. April 1991 werden für die Halde neben 212 t Uran auch 240 t Arsen, 367 t Zinn 155 t Vanadium, 70,6 t Molybdän und 2.824 t Pyrit ausgewiesen. Die Sanierung der Halde begann im Jahr 1990 und wurde im Jahr 2016 abgeschlossen.
Die noch aus der ersten Periode der Wismut stammende Spitzkegelhalde des Schachtes 3 wurde in den 1970er Jahren planiert und aufgeforstet. Nach der Verfüllung des Schachtes wurde der Kiefernwald abgeholzt und Restmaterial das von der Sanierung des Betriebsgeländes stammte in der Halde eingebaut. Die Sanierung der Halde mit einer Fläche von 1,7 ha und einem Inhalt von 150.000 m³ wurde 2009 abgeschlossen.
Die Flachhalde des Marienschachtes mit einer Fläche von 4,7 ha und einem Inhalt von 300.000 m³ stammt zum größten Teil aus der Zeit des historischen Steinkohlenbergbaus. Auf der Halde lagert auch ein Teil der während der Auffahrung ab 1958 angefallenen Berge. Neben erhöhten Gehalten an Arsen, Blei, Zinn und Cadmium sind in der Halde auch 32 t Uran enthalten. Die Halde wurden von 1997 bis 1999 saniert.

## Die Reviere des Bergbaubetriebes
Im Vorfeld der Wiederaufnahme des Bergbaus durch die SDAG Wismut im Döhlener Becken wurde die Lagerstätte erneut großräumig mit 253 Tiefbohrungen untersucht. Neben den aufgeführten Revieren wurden auch Perspektivgebiete des Beckens untersucht. So wurden in der Kohlsdorf-Pesterwitzer Nebenmulde 18 Bohrungen und im Bereich Zauckerode, Döhlen und Niederhermsdorf 33 Bohrungen niedergebracht. Rechts der Weißeritz wurden vom Windbergschacht bis zum Segen-Gottes-Schacht 20 Bohrungen und in der Osthälfte des Beckens von der Goldenen Höhe bis Kreischa 30 Bohrungen niedergebracht. In der Folge wurden diese Gebiete negativ bewertet.

### Unteres Revier
Mit der Neuaufnahme der Bergbautätigkeit der SDAG Wismut im Döhlener Becken wurde auch das Untere Revier einer Revision unterzogen. Zwischen 1965 und 1968 wurden im Nordostteil 25 Tiefbohrungen niedergebracht. Im Zuge der Verwahrungsarbeiten der Bergsicherung im Jahr 1970 übernahm der Bergbaubetrieb Willi Agatz der SDAG Wismut per Vertrag mit der VVB Steinkohle Zwickau die aufgewältigten Grubenbaue ab dem 30. April 1970 bis zum 30. September 1970. Aufgewältigte Tagesöffnungen waren die Tagesstrecke 211 und der Bremsberg 203. Die aufgewältigte Streckenlänge betrug 730 m. Die zugängigen Flözteile wurden mittels Flachbohrungen auf ihre Uranvererzung untersucht. Sollte die Wismut nach der Untersuchung den Bergbau hier wieder aufnehmen war die Übergabe des Reviers an die Wismut im Vertrag geregelt. Über die Untersuchungsergebnisse ist nichts bekannt. In der Vorratsberechnung taucht das Untere Revier nicht auf. Nach Abschluss der Untersuchungsarbeiten wurde das Revier durch die Bergsicherung verwahrt.

### Revier Heidenschanze
Im Verlauf der Bohretappe von 1965–1968 wurden im Revier Heidenschanze vom Schacht 8 im Norden bis inklusive der Terrassen des Roten Ochsen im Süden 40 Tiefbohrungen niedergebracht. In der Auswertung der Bohrergebnisse wurde für das Revier 891.100 t Erz mit einem Uraninhalt von 811,8 t ausgewiesen. Diese Menge ging in die Vorratsberechnung für den Bergbaubetriebes mit ein. Aufgrund der schwierigen Ausrichtung des Grubenfeldes und der berechneten hohen Selbstkosten von 1.005,60 M/kg bei der Förderung war ein Abbau des Erzes nicht vorgesehen. In der Neubewertung der Erzreserven des Bergbaubetriebes 1985/86 wurden die 811,8 t Uran des Grubenfeldes abgeschrieben.

### Revier Gittersee
Mit 25 Bohrungen wurde 1965/68 der Nordwestteil des Gitterseer Reviers untersucht. Es erstreckt sich westlich des Gustavschachtes und nördlich des Schachtes 3. Hier wurde zwischen 1963 und 1968 das 5. Flöz abgebaut. Für das Revier Gittersee wurden in der Vorratsberechnung vom 1. Januar 1969 1.203.100 t Erz mit einem Uraninhalt von 1.322,9 t ausgewiesen. Die Erzintervalle im 1., 3./4. und 5. Flöz mit Gehalten bis 0,2 % Uran lagen auf einer Linie etwa zwischen Erdmuthenschacht und Reiboldschacht. Der Abbau der Unterbank des 1. Flözes unter dem Altbergbau begann am 1. Juli 1968. Ab 1969 konzentrierte sich der Abbau auf den mittleren und südlichen Teil des Reviers. Am 1. August begann man mit der Gewinnung des 3./4. Flözes. Von 1976 bis 1978 fuhr man am Gustavschacht den Blindschacht 2 von der 2. Sohle der Schächte 1 und 2 bei +51,1 m NN auf. Angeschlagen wurde 1979 eine Sohle bei +170,00 m NN. Im gleichen Zeitraum wurde der Schacht 3 ertüchtigt und bei +170,00 m NN ein neuer Füllort aufgefahren und auf dieser Sohle eine Verbindung zum Blindschacht 2 hergestellt. Zum 1. Januar 1978 belief sich die Gewinnung auf 407,5 t und der Zuwachs auf 14 t Uran. Der Vorrat wurde mit 929,4 t Uran angegeben. 1983 wurde am Blindschacht 2 bei 110,60 m NN eine weitere Sohle angeschlagen und mit der Auffahrung begonnen. 

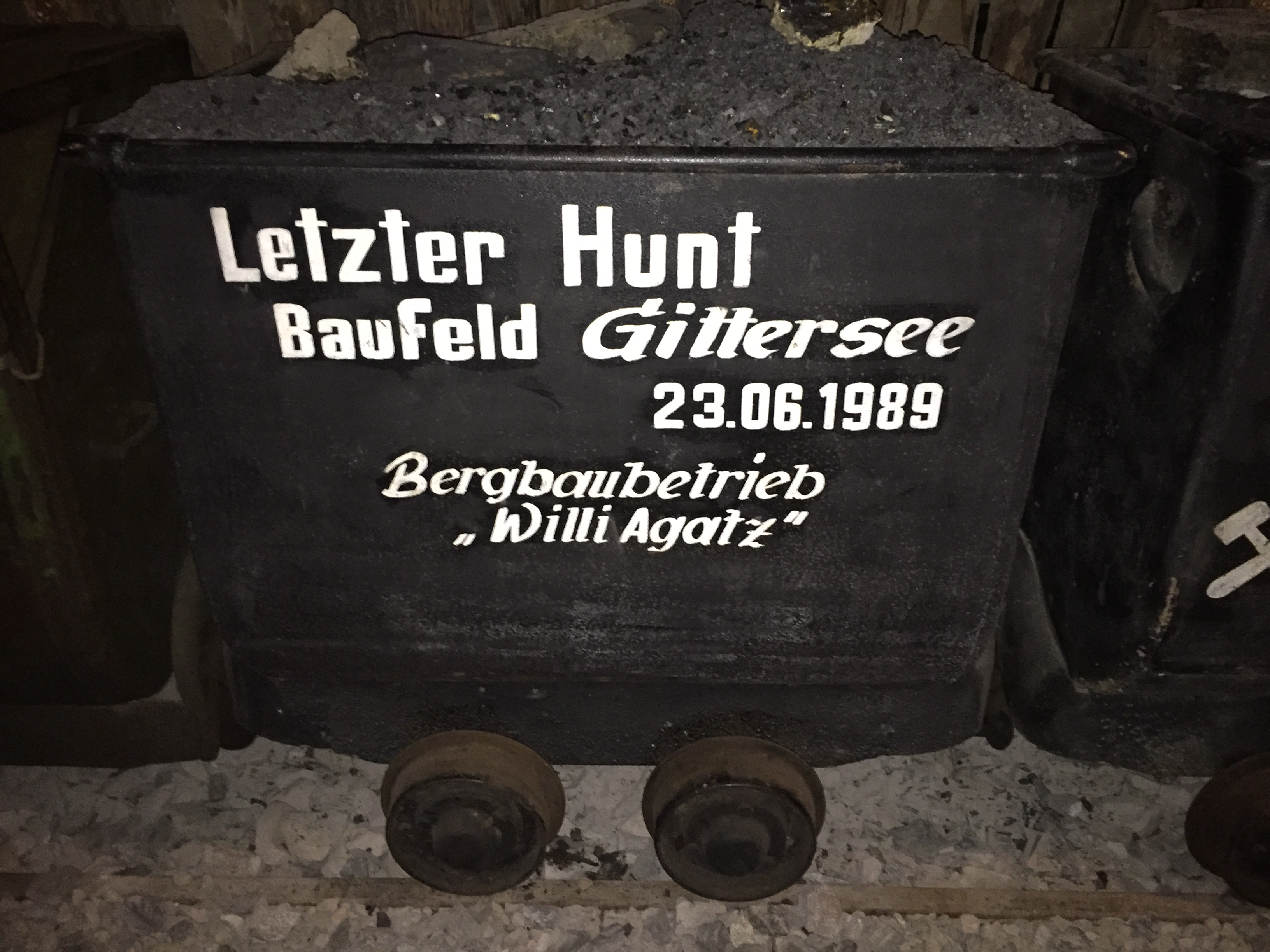
Letzter Hunt im Baufeld Gittersee im Schloss Burgk – Haus der Heimat Freital

 Die Abbaue im Bereich des Erdmuthenschachtes hatten sich der Erdoberfläche bis auf 65 m genähert. Ab April 1983 wurde eine sowjetische Teilschnittmaschine vom Typ GPKS der Yasynovata Maschinenfabrik eingesetzt. Die noch 1985 projektierten Auffahrung zur Erschließung eines Feldesteils nördlich des Erdmuthenschachtes viel der Neubewertung der Erzvorräte zum Opfer und wurde nicht mehr ausgeführt. Insgesamt wurden mit der 1985/86 erfolgten Neubewertung 569,4 t Uran abgeschrieben. Am 30. November 1988 wurde der seit dem 1. April 1963 im 5. Flöz betrieben Abbau beendet. Am 23. Juni 1989 wurde der Erzabbau im Revier Gittersee eingestellt. Zu den Erzvorräten vom 1. Januar 1969 kamen bis 1989 nur 49,4 t neue Vorräte hinzu. Von 1963 bis 1989 wurden 997,6 t Uran gewonnen. Das sind 28,6 % der gesamten Gewinnung seit 1963. Zwischen 1985 und 1989 wurden 633,1 t Uran abgeschrieben. Die Restvorräte belaufen sich auf 23,6 t Uran. Die gewinnbare Menge an Uran kann man damit auf 1.654,3 t festlegen.

### Revier Bannewitz

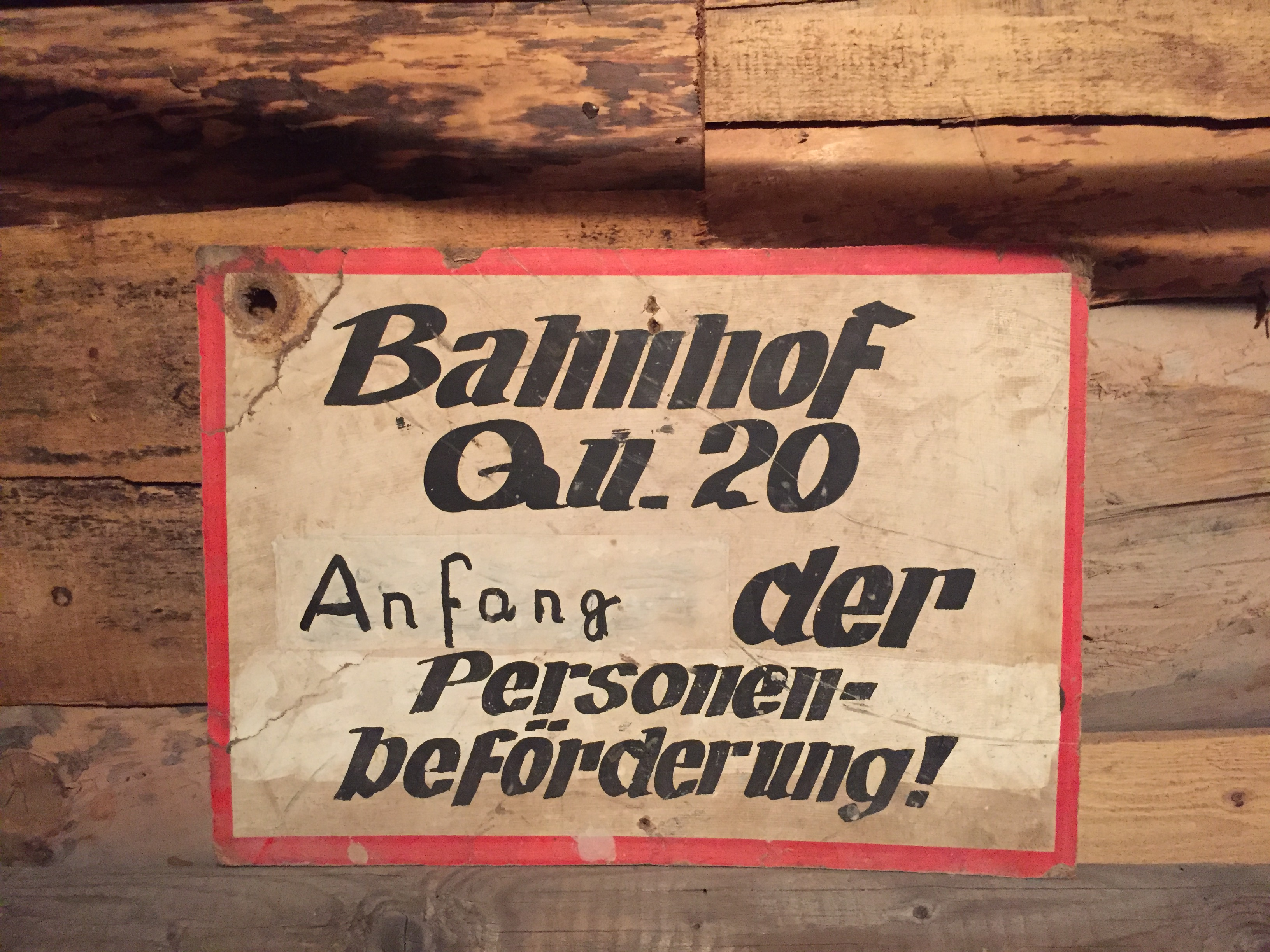
Bahnhof Bannewitz im Qu. 20

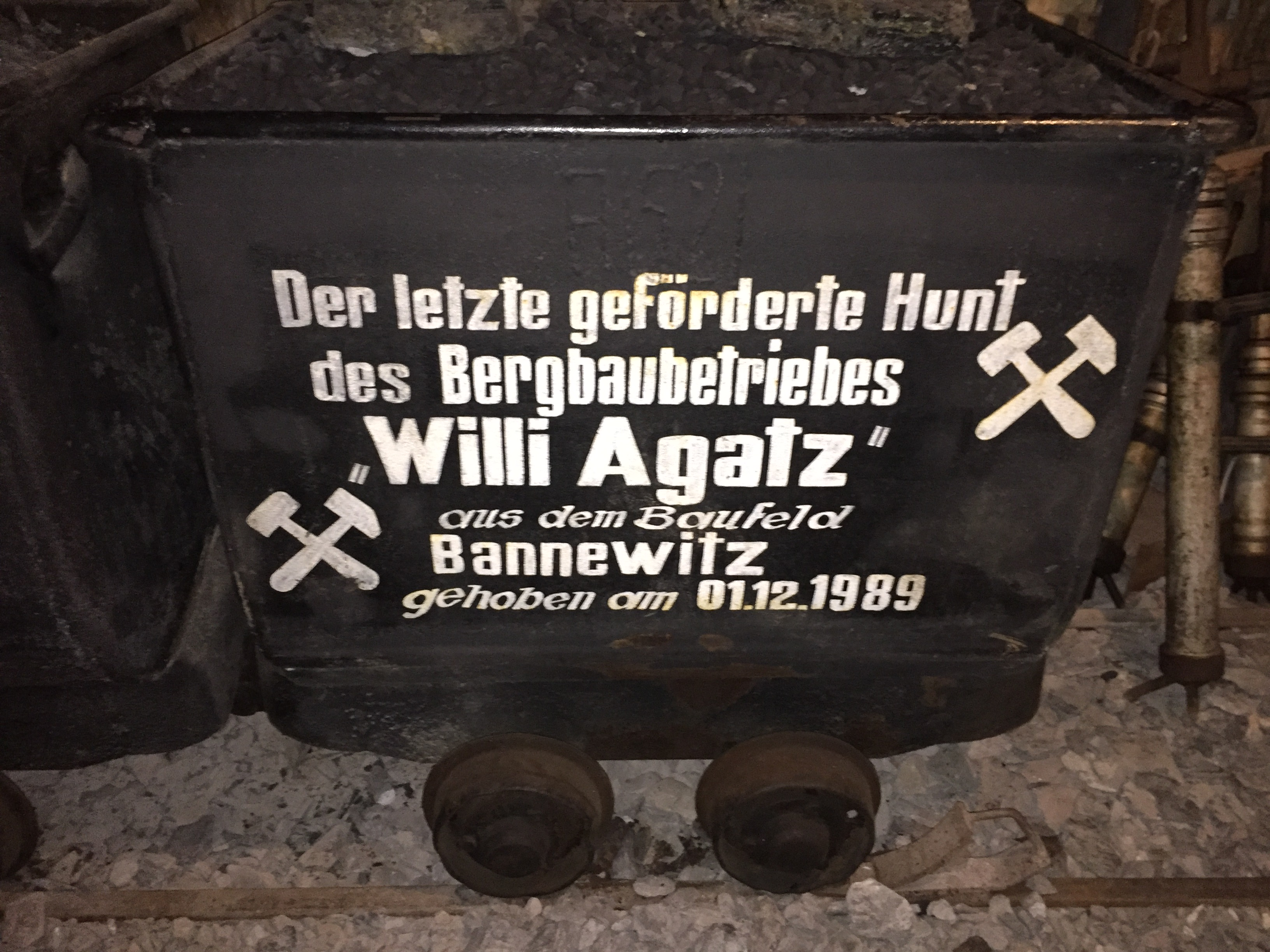
Letzter Hunt im Baufeld Bannewitz im Schloss Burgk – Haus der Heimat Freital

Im Focus der Bohretappe 1965/68 lag die Nordwestspitze des Nordosttreviers. Hier wurden 10 Bohrungen niedergebracht. Weitere 25 sind verstreut westlich des Marienschachtes in einem breiten Streifen von Ausgehenden des 1. Flözes im Norden bis in den Bereich Segen-Gottes-Schacht im Süden geteuft worden. Für das Revier Bannewitz wurden in der Vorratsberechnung vom 1. Januar 1969 1.695.300 t Erz mit einem Uraninhalt von 2.073,8 t ausgewiesen. 1967 begann der Abbau des 5. Flözes im ca. 700 m östlich des Marienschachtes liegenden Baufeld Nordost. Vom Querschlag 20 aus wurde das Flöz Richtung Süden bis zum Tiefsten bei −354 m NN abgebaut. Um das Feld Richtung Norden aufzuschließen, wurde 1969/70 der Blindschacht 1 von der 3. Sohle des Marienschachtes bei −240,68 m NN aufgefahren. Bei −180,30 m NN wurde ein Füllort angeschlagen und das Feld Richtung Norden erschlossen. Von 1970 bis 1971 wurde im Norden des Feldes, außerhalb des Steinkohlengebirges der Schacht 402 als Wetterschacht geteuft. Bei −178,20 m NN wurde eine Sohle angeschlagen und mit einem Querschlag Richtung Süden die Verbindung zum Blindschacht 2 hergestellt. Ab 1972 konnte damit der Abbau des 5. Flözes vom Querschlag 20 Richtung Norden begonnen werden. Neben dem 5. Flöz wurde ab dem 1. Oktober 1972 auch das 3./4. Flöz in den Abbau einbezogen. Das 1. Flöz war im gesamten Baufeld zu großen Teilen unbauwürdig. Zum 1. Januar 1978 belief sich die Gewinnung auf 934,2 t und der Zuwachs auf 286,1 t Uran. Der Vorrat wurde mit 1.425,7 t Uran angegeben. Mit der Auffindung einer Kluftvererzung im Liegenden des 5. Flözes mit Urangehalten bis 2,5 % vermutete man eine großräumige hydrothermale Verzung. Zur Untersuchung dieser Theorie wurden 1979 noch einmal 62 Bohrungen vor allem nördlich und östlich des Grubenfeldes, auch außerhalb der Flözverbreitung niedergebracht. Die Ergebnisse waren negativ. Ab Ende 1983 kam auch im Grubenfeld Bannewitz eine Teilschnittmaschine vom Typ GPKS zum Einsatz. Am 1. August 1985 nahm man auch den Abbau im 1. Flöz auf. 1985 wurde am Querschlag 828, unmittelbar neben dem Blindschacht 1 ein Aufbruch von der 3. Sohle bei −240 m NN zur Sohle des Blindschachtes bei −180 m NN gefahren. Hier wurde danach ein Lastenaufzug L 500 vom VVB TAKRAF Leipzig eingebaut. Er diente dem Material- und Arbeitskräftetransport.
Die Neubewertung der Erzvorräte 1985/86 hatte für das Revier Bannewitz keine sehr große Auswirkung. Abgeschrieben wurden nur 95,5 t Uran. Um die Mannschaftsfahrung und den Materialtransport in der halbsteilen Lagerung im äußersten Nordosten der Lagerstätte zu verbessern wurde 1986 in dem Gesteinsberg 930 eine Steigorttransporteinrichtung (Einschienenhängebahn) ST-1/W eingebaut. Sie überwand mit 30° Steigung auf einer Länge von 190 m einen Höhenunterschied von 101,9 m. Am 31. Januar 1987 wurde der Abbau im 1. Flöz eingestellt. Zu diesem Zeitpunkt betrug der Erzvorrat des Feldes nur noch 697,3 t Uran. Bei gleichbleibender Förderung ein Vorrat für 6 Jahre. Am 31. Mai 1989 wurde der Abbau im 3./4. Flöz beendet. Am 1. Dezember 1989 wurde der Erzabbau im Revier Bannewitz eingestellt. Zu den Erzvorräten vom 1. Januar 1969 kamen bis 1989 873,3 t neue Vorräte hinzu. Von 1968 bis 1989 wurden 2.491 t Uran gewonnen. Zwischen 1985 und 1989 wurden 351,1 t Uran abgeschrieben. Die Restvorräte belaufen sich auf 105 t Uran. Die gewinnbare Menge an Uran kann man damit auf 2.947,1 t festlegen.

### Revier Schweinsdorf
Das Schweinsdorfer Flöz wurde in der Bohretappe von 1965–1968 mit 30 Bohrungen untersucht. Das Flöz streicht in einer Nord-Süd Linie vom Edelstahlwerk Freital nach Schweinsdorf bei +165 m NN nach über Tage aus. In westlicher Richtung taucht es auf einer Erstreckung von 1.500 m auf 0 m NN ab. Die Urangehalte erreichen im Zentrum 0,5 %. Die nach den Bohrergebnissen berechnete Erzmenge wird mit 636.400 t und der Erzinhalt mit 274,3 t angegeben. Aufgrund der relativ geringen Teufenlage unter Flächen mit industrieller Nutzung und unter Wohnbebauung wurde ein Abbau nicht in Betracht gezogen und das Erz als Auserbilanzerz eingestuft. Es erschien damit nicht in der Vorratsberechnung des Bergbaubetriebes.

## Verwahrung
Die erste Entwicklungskonzeption zur Verwahrung des Grubengebäudes wurde am 6. Januar 1988 vorgelegt. Zur Verfüllung der Schächte wurde Schotter aus der Uranerzaufbereitung Crossen an den Schächten eingelagert. Am 12. Februar 1989 lag der technische Betriebsplan zur Verwahrung vor. Die Sanierung der radioaktiv kontaminierten Flächen wurde auf Empfehlung des Bundesamtes für Strahlenschutz (BfS) auf der Grundlage der Verordnung über die Gewährleistung von Atomsicherheit und Strahlenschutz von 1984 und der Anordnung zur Gewährleistung des Strahlenschutzes bei Halden und industriellen Absetzanlagen vom 17. Oktober 1980, des Staatlichen Amtes für Atomsicherheit und Strahlenschutz der DDR durchgeführt.
Die zu verwahrende Grubenbaulänge betrug am 1. Januar 1990 20,9 km. Davon im Baufeld Gittersee 4,9 km und im Baufeld Bannewitz 13,8 km.
Im Frühjahr 1990 wurde der Fahrbetrieb mit Oberleitungsloks zwischen Gittersee und Bannewitz eingestellt und die Loks zwischen 1991 und 1993 zerlegt und nach über Tage gebracht.
Der Abschlussbetriebsplan zur Verwahrung, Liquidation und Wiederurbarmachung lag am 15. Januar 1991 vor und wurde vom Bergamt Chemnitz am 2. April 1991 genehmigt.
Bis zum 1. November 1991 wurden im Feld Gittersee Nord die Sohlen +110 m NN und +170 m NN des Blindschachtes 2 und der Blindschacht verwahrt. Der Blindschacht 2 wurde über den Schacht 3 im Spülversatzverfahren komplett verfüllt. Eine Verfüllung oberflächennaher Grubenbaue mit teilweise einer Überdeckung von nur 50–60 m wurde nicht durchgeführt. Im Baufeld Süd wurde die bei +50 m NN liegende 2. Sohle der Schächte 1 und 2 verwahrt. Im Baufelde Bannewitz Nord wurde die bei +180 m NN liegende 1. Sohle des Blindschachtes 1 und der Blindschacht selber sowie der Aufzugsschacht verwahrt. Weiterhin wurde der unterhalb der 3. Sohle bei −240 m liegende südliche Feldesteil verwahrt. Insgesamt wurden 10,34 km Grubenbaulänge abgeworfen. Davon 3,01 km im Baufeld Gittersee und 5,49 km im Baufeld Bannewitz.
Nach der Verwahrung der Grubenbaue auf der 1. Sohle der Schächte 1 und 2 bei +85 m NN zwischen Schacht 2 und Schacht 3, wurde der Schacht 3 1992 verfüllt. Nach einem Schachtbruch im Schacht 2 am 30. November 1993 musste dieser vorzeitig aufgegeben und zu Beginn des Jahres 1994 verfüllt werden. Nach der Verwahrung der Grubenbaue auf der 3. Sohle bei −240 m NN wurde der Marienschacht 1994 verfüllt. Die letzten 10 m des Schachtes blieben offen um in einem zukünftigen Besucherbetrieb die originale Schachtausmauerung sichtbar zu machen. Nach diesen Arbeiten war der Schacht 402 als Wetterschacht überflüssig und wurde Anfang 1995 verfüllt. Am 16. Mai 1995 wurde die Wasserhaltung auf der 3. Sohle bei einem Wasserstand vom −260 m NN außer Betrieb genommen und mit der Verfüllung des Schachtes 1 begonnen. Im März 1997 erhielt der Marienschacht als Abschluss die Verkehrslastplatte. Am 23. Oktober 2003 wurde das Fördergerüst des Schachtes 2 an seinem neuen Standort übergeben. Die Übergabe des Fördergerüstes des Schachtes 1 folgte im November 2003. Bis Jahresende wurden die Schachtabschlussplatten auf den beiden Schächten errichtet und damit die Verwahrung des Grubenfeldes beendet.

## Flutung
In Vorbereitung der Flutung des Grubenfeldes wurde ein Netz von 25 Pegelmessstellen zwischen dem Tiefen Elbstolln und den Revieren Gittersee und Bannewitz eingerichtet. Zusätzliche Messstellen wurden im Revier Heidenschanze sowie entlang der Weißeritz eingerichtet. 1993 wurde zwischen den Schächten 1 und 2 ein Förderbohrloch niedergebracht. Die installiert Pumpenleistung betrug 165 m³/h. Diese Förderbohrung war für eine gesteuerte Flutung und eine eventuell notwendige Absenkung des Flutungsniveaus notwendig.
Zur Ableitung des Flutungswassers war ein Stollnvortrieb vom Schacht 3 zum Tiefen Elbstolln oder dessen Südostflügel geplant. Mit der Verfüllung des Schachtes 3 im Jahr 1992 entschied man sich aber schon frühzeitig gegen diese sichere Variante.
Die Vorzugsvariante vertraute auf die Migration der Grubenwässer über den Alten Mann von den Grubenfeldern Burgk in die Grubenfelder Döhlen. Über diese alten Baue sollten die Wässer dann dem Tiefen Elbstolln zugeführt werden. Allerdings warnten Wissenschaftler vor dieser Variante, da es nur wenige sich berührende alte Abbaue gibt, die noch dazu durch Strebbruchbau und quellende Tonsteine weitestgehend verschlossen sind. Dazu kommen noch die Wassereinbrüche bei der Flut 1897 in die Ernst-Strecke und 1958 in den Döhlener Wetterschacht, die zu einer Verschlämmung der alten Abbaue geführt haben.
Zur Ableitung der neu hinzu kommenden Wässer musste der Tiefe Elbstolln saniert werden. Zur Sicherung eines zweiten Fluchtweges und zur sicheren Bewetterung des Stollns wurde 1994 am Oppelschacht das Untersuchungsgesenk (UG 10) geteuft und an den Tiefen Elbstolln angebunden.
Am 16. Mai 1995 wurde die Wasserhaltung im Schacht 1 bei einem Stand von −260 m NN abgeschaltet. Am 20. Oktober 1995 wurde die Wasserhaltung auf der 2. Sohle des Schachtes 1 abgeschaltet. Der Flutungspegel hatte zu diesem Zeitpunkt −215 m NN erreicht.
Am 2. Januar 1997 begann die Sanierung des Tiefen Elbstollns vom Mundloch her. Ende Juli 1997 erreichte der Flutungspegel bei +110 m NN das Elbstollnniveau. Vom 8. August bis zum 11. Oktober 1997 wurde ein Langzeitpumpversuch zur Untersuchung der Wasserwegsamkeit zwischen den einzelnen Revieren durchgeführt. Die Pegelmessstellen entlang der Weißeritz in den alten Burgker Grubenfelder reagierten und damit konnte die Wasserwegsamkeit nachgewiesen werden.
Um die Wasserwegsamkeit zwischen dem Burgker Revier und dem Revier links der Weißeritz im Raum Döhlen/Zauckerode zu untersuchen, wurde der Flutungspegel in Gittersee auf +130 m NN angehoben, ohne dass die Pegelmessstellen in Döhlen/Zauckerode reagierten. Der einzig sichere Wasserübertritt erfolgte über eine Rohrleitung NW 150 mm im Damm zwischen den beiden Grubenfeldern im 10. Hauptquerschlag Zauckerode bei +120,9 m NN.
Um den hydrostatischen Druck zu erhöhen, beantragte die Wismut GmbH beim Bergamt Chemnitz die schrittweise Erhöhung des Flutungspegels auf +140 m NN und +150 m NN. Ab Mai 1998 wurde der Pegel erhöht und erreichte im August 1998 +150 m NN. Im Verlauf eines Jahres stieg der Pegel in Döhlen/Zauckerode aber nur um 2 m. Die Differenz zwischen den beiden Grubenfeldern betrug 33,6 m. Anfang August 1999 wurde der Pegelstand auf +160 m NN erhöht.
Im Juli 2000 wurde die Sanierung des Elbstollns beendet. Der Stolln war jetzt wieder durchgängig fahrbar und mit einer Gleisanlage ausgerüstet. Nachdem erkennbar wurde, das das Grubenwasser nicht über den Alten Mann in das Grubenfeld Döhlen/Zauckerode abgeleitet werden kann, erstellte die Wismut GmbH am 18. Dezember einen Sonderbetriebsplan, in dem die Flutung der Grube bis zum natürlichen Grundwasserstand bei +180 bis +185 m NN angestrebt wurde. Im November 2002 begann man mit dem Einstau. Gleichzeitig wurde als Alternative eine Ableitung der Grubenwässer über dem im Revier Heidenschanze liegenden Pietzschstolln, dem bei +154 m NN liegenden tiefsten Stolln im Revier rechts der Weißeritz, erwogen. Im November/Dezember 2002 wurde daraufhin das Mundloch aufgewältigt.
Im II. Quartal 2003 erreichte das Flutungsniveau +180,5 m NN und blieb konstant. Am 13. Juli 2003 kam es zum Absinken des Pegels und ab dem 15. Juli zu Wasseraustritten im Gebiet von Potschappel. Daraufhin wurde der Flutungspegel auf +157 m NN gesenkt. Ab dem 5. August 2003 kam es zu keinen Wasseraustritten mehr. Die danach in Angriff genommene Aufwältigung des Pietzschstolln wurde im Januar 2004 beendet. Die Ableitung der Grubenwässer des Reviers Heidenschanze erfolgt jetzt über den Stolln in die Kanalisation der Stadt Dresden.
Als endgültige Variante der langzeitsicheren Wasserlösung des Reviers kam nur noch der Vortrieb eines Stollns zum Tiefen Elbstolln in Frage. Im Dezember 2005 genehmigte der Aufsichtsrat der Wismut GmbH diese Variante. Die Stollntrasse verläuft vom Schacht 3 über den Osterberg in Freital zum UG 10 am Oppelschacht. Zur Sicherheit des Vortriebs wurde der Flutungspegel ab April 2006 bis August 2007 auf +115 m NN abgesenkt.
Am 3. April 2007 begann die Auffahrung des WISMUT-Stollns mit dem Anschlag einer Rampe in dem alten Steinbruch Osterberg bei +175 m NN. Im Januar 2008 erreichte die Rampenauffahrung mit einer Länge von 370 m das geplante Stollnniveau bei +115 m NN. Ab Februar 2008 wurde der Stolln Richtung Westen aufgefahren und erreichte am 8. August 2012 nach 1.911 m den Durchschlagspunkt am UG 10. Im Dezember 2012 begann der Vortrieb Richtung Osten. Von April bis August 2012 wurde am Schacht 3 ein Wetterbohrloch mit einer Teufe von 126,5 m niedergebracht. Das Bohrloch dient als Anfahrpunkt für den Stolln und ist nach dessen Fertigstellung für die Wetterführung im Stolln unabdingbar.
Am 24. April 2014 fuhr man nach 940 m das 5. Flöz an. Am 6. Juni 2014 erreichte der Vortrieb nach 963,5 m den Durchschlagspunkt am Wetterbohrloch bei +120 m NN. Im August/September 2014 wurden zur Verbindung des Stollns mit den Grubenbauen des Reviers Gittersee vier Bohrlöcher mit einem Durchmesser von je 200 mm im Winkel von 55° auf den Querschlag 200 im Bereich des Schachtes 3 auf die 2. Sohle bei +85 m NN niedergebracht. Am 30. September 2014 wurde die Wasserhaltung am Förderbohrloch 1 außer Betrieb genommen. Am 7. Oktober trat das Wasser in den Stolln ein. Ab diesem Tag entwässert das gesamte Revier rechts der Weißeritz über den WISMUT-Stolln in den Tiefen Elbstolln. Die Durchflussmenge beträgt im Schnitt 70 m³/h. Der nicht mehr benötigte Pietzschstolln wurde 2014 verwahrt.
Am 9. Mai 2015 wurden die Restarbeiten am Stolln offiziell beendet.

## Bergschäden
Bedingt durch den flächenhaften Abbau der Kohleflöze kam es zu großräumigen Gebietsabsenkungen. Messtechnisch erfasst wurden diese aber erst ab 1957. Eine Zuordnung zu den Verursachern ist nur bedingt möglich. So hat die SDAG Wismut zwar ab 1968 das Grubenfeld übernommen, die danach auftretenden Senkungen können aber auch noch durch den Bergbau des VEB Willi Agatz verursacht worden sein. Senkungsbewegungen können je nach Abbautechnologie und Teufenlage noch Jahre nach der Einstellung des Bergbaus auftreten. Nachweisbar für den Zeitraum bis 2003 sind 4 größere Senkungsgebiete mit Absenkung von 500 mm und mehr. Diese Gebiete liegen in Burgk (900 × 650 m), Birkigt (550 × 350 m), Bannewitz (800 × 650) m und am Marienschacht (1.000 × 650 m). In diesen Senkungsgebieten gibt es Zentren der Absenkung mit wesentlich höheren Senkungbeträgen. In Birkigt liegt das Maximum mit 1.000 mm an der Grenze zwischen Birkigt und Potschappel an der Leisnitz. Im Gebiet Burgk gibt es zwei Senkungszentren. Am Bernhardts Weg an der Grenze zwischen Kleinburgk und Großburg mit 2.000 mm und am Seilerschuppen in Großburgk mit 2.000 mm. Für dieses Gebiet wird schon für den Zeitraum 1957–1967 eine Senkung von 1.500 mm angegeben. Am Marienschacht befindet sich das Zentrum der Senkung mit 1.000 mm im Schachtgelände. Diese Senkung wird ebenfalls schon für den Zeitraum 1957–1967 nachgewiesen. Die größte Gebietsabsenkung befindet sich in Bannewitz mit dem Zentrum Friedhof Bannewitz mit 2.500 mm.
Trotz dieser relativ hohen Senkungbeträge blieben die Schäden an der Oberfläche, durch die flächenhafte Absenkung, überschaubar. Es gab keine Totalverluste an Gebäuden. Es kam zu Rissbildungen an den Gebäuden. In Burgk kam es an einigen wenigen Gebäuden zu Schieflagen von max. 30 mm/m.
Nach der Flutung kam es zu Hebungserscheinungen, die in Bannewitz 50 mm erreichten.